# Муро-Леччезе
Муро-Леччезе (итал. Muro Leccese) — коммуна в Италии, располагается в регионе Апулия, в провинции Лечче.
Население составляет 5259 человек (2008 г.), плотность населения составляет 329 чел./км². Занимает площадь 16 км². Почтовый индекс — 73036. Телефонный код — 0836.
Покровителем коммуны почитается святой Оронций, празднование 26 августа.

## Демография
Динамика населения:

## Администрация коммуны
- Официальный сайт: http://www.comune.muroleccese.le.it/